# FNM Onca
La F.N.M. Onca est une voiture coupé sportif fabriquée par le constructeur brésilien F.N.M..

## Histoire
Le constructeur brésilien F.N.M. est une entreprise d'État créée en 1942. En 1952, elle signe un contrat de coopération avec le constructeur d'État italien Alfa Romeo pour la production au Brésil de camions sous licence. Cette coopération étant fructueuse, il est demandé en 1960 à Alfa Romeo d'étendre le contrat aux automobiles. Dès l(année suivante, l'Alfa Romeo 2000 est construite sous licence au Brésil sous le nom FNM 2000.
Les brésiliens voulaient obtenir aussi une version coupé et spider de la marque italienne mais celle-ci refusait. En 1964, un carrossier concepteur indépendant, Genaro “Rino” Malzoni, qui fabriquait des carrosseries en fibre de verre dans ses ateliers de Matão, s'engagea dans la création d'un coupé reposant sur la plateforme de l'Alfa Romeo FNM 2000 et baptisa son projet Onca qui veut dire jaguar en portugais. Il présenta son prototype à la "Feira Brasileira do Atlântico" de Rio de Janeiro.
Le prototype "Onca" reprenait la plateforme de l'Alfa Romeo 2000 TiMB raccourcie de 220 mm mais le projet a fortement déplu aux dirigeants brésiliens et Genaro “Rino” Malzoni dû reprendre sa copie. TiMB était l'acronyme de « Turismo Internazionale Modello Brasile ».
Le second prototype proposé en 1966 ressemblait énormément à la Ford Mustang, la nouvelle voiture à la mode. La face avant retravaillée, reprenait le dessin typique Alfa Romeo, celui de la Giulia.
Un accord entre FNM et le carrossier fut rapidement trouvé et les premiers exemplaires de la platerforme modifiée équipée du moteur de 1,975 cm3 développant 115 ch furent expédiés à Matão y être pour recevoir la carrosserie et la finition intérieure. Mais sans l'autorisation de l'usine Alfa Romeo en Italie de diffuser le modèle Onca, le projet était bloqué. FNM dû envoyer une unité pour être testée à Milan en Italie. Les changements imposés par le constructeur italien ont arrêté prématurément la production du modèle.
Sur les huit carrosseries produites, seulement cinq ont été assemblées et sont des voitures immatriculées. Une d'entre elles est exposée au Musée de l'automobile à Brasilia, donnée par son propriétaire Roberto Nasser.
En 1968, Alfa Romeo prend le contrôle de FNM et remplacera l'année suivante la FNM 2000 par la FNM 2150.

### Données techniques
| Caractéristiques techniques FNM/Alfa Romeo 2000 Onca | |
| Moteur                                               | 4 cylindres en ligne, chambres hémisphériques                                                                                                   |
| Cylindrée                                            | 1,975 cm3 - Alésage x course : 84,5 x 88 mm |
| Distribution                                         | deux arbres à cames en tête |
| Puissance                                            | 115 CV DIN (150 CV SAE) à 5.300 tr/min |
| Couple max.                                          | 15,5 mkg à 3.500 tr/min |
| Embrayage                                            | Monodisque à sec, commande hydraulique |
| Boîte de vitesses                                    | 5 rapports + RM |
| Traction                                             | Propulsion |
| Carrosserie                                          | fibre de verre avec structure différentiée progressive                                                                                          |
| Suspension avant                                     | roues indépendantes, quadrilatères transversaux oscillants, ressorts hélicoïdaux, barre stabilisatrice, amortisseurs hydrauliques télescopiques |
| Suspension arrière                                   | Pont rigide, ressorts coaxiaux, amortisseurs hydrauliques télescopiques                                                                         |
| Freins                                               | à tambours, à l'avant double mâchoires, tambours avec ailettes transversales pour le refroidissement forcé                                      |
| Pneumatiques                                         | 165 x 400 |
| Réservoir carburant                                  | 60 litres |
| Vitesse maxi.                                        | 175 km/h |
| Consommation moy.                                    | 10,5 l/100 km (Norme CUNA) |